# Secret of the Runes
Secret of the Runes deseti je studijski album švedskog sastava Therion. Diskografska kuća Nuclear Blast objavila ga je 8. listopada 2001.

## O albumu
Konceptualni je album utemeljen na nordijskoj mitologiji, a većina pjesama opisuje jedan od devet svjetova u toj mitologiji. Naslovnicu je izradio Thomas Ewerhard i prikazuje devet skandinavskih runa, a svaka od njih odnosi se na određeni mitološki svijet.

## Popis pjesama
Tekstovi: Thomas Karlsson, glazba: Christofer Johnsson; pjesmu „Ginnungagap (Prologue)” skladao je s Kristianom Niemannom.
| 1.    | »Ginnungagap (Prologue)«          | 6:09 |
| 2.    | »Midgård«                         | 5:04 |
| 3.    | »Asgård«                          | 4:08 |
| 4.    | »Jotunheim«                       | 3:43 |
| 5.    | »Schwarzalbenheim (Svartalfheim)« | 5:18 |
| 6.    | »Ljusalfheim«                     | 3:54 |
| 7.    | »Muspelheim«                      | 2:15 |
| 8.    | »Nifelheim«                       | 4:36 |
| 9.    | »Vanaheim«                        | 4:04 |
| 10.   | »Helheim«                         | 3:18 |
| 11.   | »Secret of the Runes (Epilogue)«  | 5:30 |
| 47:59 |                                   |      |

## Rune
Na naslovnici i u knjižici albuma nalaze se nordijske rune iz razdoblja starijeg futharka. Na poleđini uratka svaka pjesma popraćena je svojom runom:
1. „Ginnungagap (Prologue)”
2. „Midgård”
3. „Asgård”
4. „Jotunheim”
5. „Schwarzalbenheim (Svartalfheim)”
6. „Ljusalfheim”
7. „Muspelheim”
8. „Nifelheim”
9. „Vanaheim”
10. „Helheim”
11. „Secret of the Runes (Epilogue)”

Na naslovnici je naslov Secret of the Runes pisan starijim futharkom:
      ·   ·   ·     
Transliterira se ovako: „sekret of þe runes”.

## Recenzije
| Recenzije           | Recenzije |
| Izvor               | Ocjena    |
| ------------------- | --------- |
| AllMusic            | [ 5 ]     |
| BraveWords          | 8,5/10    |
| Chronicles of Chaos | 7/10      |

Dobio je pozitivne kritike. Brian O'Neill dao mu je četiri i pol zvjezdice od njih pet izjavivši da se „svaka pjesma odlikuje veličanstvenim i samopouzdanim rastom i povlačenjem” te da je cijeli uradak prožet „besprijekornim spojem obilježja metala i vagnerovskoga zvukovlja”. U osvrtu za BraveWords Mark Gromen dao mu je osam i pol boda od njih deset zaključivši da je riječ o „iznimno ambicioznu pothvatu” te usporedivši uvodnu pjesmu s djelima skladatelja Philipa Glassa, a skladbu „Midgård” sa skupinom Nightwish.
Pišući za Chronicles of Chaos, Brian Meloon dao mu je sedam bodova od njih deset. Napisao je da je skupina u pjesme uvrstila karakteristike progresivnoga metala i power metala te da su ti stilovi „dobro uklopljeni” u orkestralni zvuk skupine. Pohvalio je produkciju i izvedbe te zaključio da je riječ o „dobru albumu”. U pozitivnoj recenziji za Exclaim! Sean Palmerston komentirao je da uradak „prepun simfonijskog, klasično orkestrirana metala najviše kvalitete”, a da skladbe sadrže „veličanstvene pripjeve i velebne gitarske harmonije”.

## Zasluge
| Therion - Christofer Johnsson – gitara, klavijatura, udaraljke, aranžmani, produkcija, pomoć pri tonskoj obradi - Sami Karppinen – bubnjevi, udaraljke, tonska obrada - Kristian Niemann – gitara, pomoć pri tonskoj obradi - Johan Niemann – bas-gitara Ostalo osoblje - Mikko Karmila – miksanje, mastering - Mika Jussila – mastering - Thomas Ewerhard – naslovnica, omot albuma | Dodatni glazbenici - Marika Schönberg – vokal (sopran), zborski vokal (alt) - Erika Andersson – vokal (alt) - Carl Rahmqvist – vokal i zborski vokal (tenor, bariton) - Anna Rodell – prva violina - Åsa Åkerberg – violončelo - Thomas Karlsson – šapat (na pjesmi „Ljusalfheim”) - Kristina Hansson – zborski vokal (koloraturni sopran) - Anna-Maria Krawe – zborski vokal (sopran) - Anna Artursson – zborski vokal (alt) - Henrik Holmberg – zborski vokal (tenor) - Patrik Forsman – zborski vokal (tenor) - Joakim Berg – zborski vokal (bas, bariton) - Josef Cabrales-Alin – prva violina - Malin Samuelsson – druga violina - Johan Morén – druga violina - Linda Sverup – viola - Niklas Sjunnesson – viola - Monica Jönsson – violončelo - Fareidah Hildebrand – flauta, altovska flauta, pikolo - Erik Rodell – oboa, engleski rog - Henrik Blixt – fagot, kontrafagot - Mikael Sörensen – truba, krilnica - Ayman Al Fakir – rog, Wagnerova tuba - Kristina Borg – rog - Rune Bodin – trombon |

## Ljestvice
| Ljestvica | Najviša pozicija |
| --------- | ---------------- |
| Njemačka  | 74.              |
| Poljska   | 38.              |